# Genrō

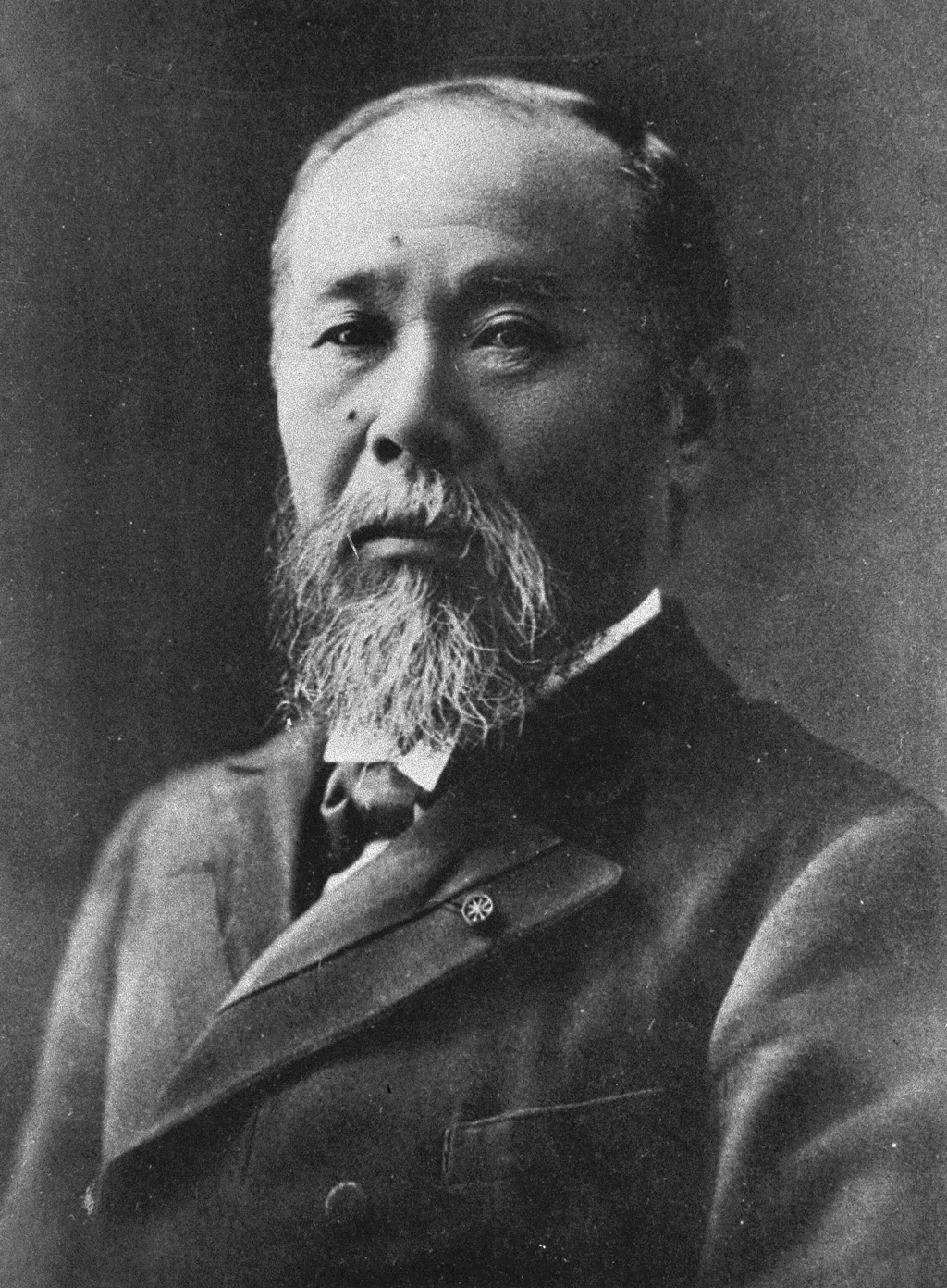
Itō Hirobumi, primero de los genrō

El genrō (元老?) fue una designación no oficial dado a ciertos estadistas japoneses jubilados de prestigio, considerados como los “padres fundadores” del Japón moderno, y sirvieron como consejeros extraconstitucionales informales del Emperador, durante el Imperio de Japón (1868-1945).
La institución del genrō se originó con el consejo tradicional de mayores (Rōjū) establecido en el Shogunato Tokugawa (1603-1868); sin embargo, el término comenzó a nombrarse a partir de un periódico en 1892. El término era confundido ocasionalmente con el Genrōin (Cámara de Mayores), un cuerpo legislativo que existió entre 1875 y 1890; sin embargo, el genrō no se estableció o se disolvió de manera definitiva.
Los líderes que experimentaron la Restauración Meiji fueron escogidos por el Emperador Meiji con el nombre de genkun (元勲?), y actuaban como consejeros imperiales. Con la excepción de Saionji Kinmochi, todos los genrō provenían de familias samurái de mediana o baja categoría, cuatro cada uno de Satsuma y Chōshū, dos de los antiguos dominios que fueron decisivos en el derrocamiento del antiguo shogunato Tokugawa en la guerra Boshin de la Restauración Meiji de 1867 y 1868. Los genrō tenían el derecho de escoger y nominar a los Primeros Ministros ante el Emperador para su aprobación.
Los primeros siete genrō fueron antiguos miembros del Sangi (Consejo Imperial) que fue abolido en 1885. También son conocidos por algunos historiados como la oligarquía Meiji, a pesar de que no todos los oligarcas Meiji eran genrō.
La institución expiró en 1940, con la muerte del último genrō, Saionji Kinmochi.

## Lista degenrō

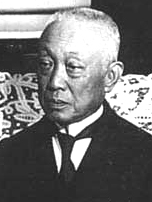
Saionji Kinmochi, último de los genrō

1. Itō Hirobumi (Chōshū)
2. Kuroda Kiyotaka (Satsuma)
3. Ōyama Iwao (Satsuma)
4. Inoue Kaoru (Chōshū)
5. Saigō Tsugumichi (Satsuma)
6. Matsukata Masayoshi (Satsuma)
7. Yamagata Aritomo (Chōshū)
8. Katsura Tarō (Chōshū)
9. Saionji Kinmochi (Kuge)